# Liste der Baudenkmale in Postlow
In der Liste der Baudenkmale in Postlow sind alle denkmalgeschützten Bauten der Gemeinde Postlow (Mecklenburg-Vorpommern) und ihrer Ortsteile aufgelistet. Grundlage ist die Veröffentlichung der Denkmalliste des Landkreises Ostvorpommern mit dem Stand vom 30. Dezember 1996. 

## Baudenkmale nach Ortsteilen

### Görke
| ID | Lage           | Bezeichnung                                             | Beschreibung | Bild   |
| -- | -------------- | ------------------------------------------------------- | ------------ | ------ |
|    | B 199 (Karte)  | Brücke                                                  |              |        |
|    | (Karte)        | Friedhof, Umfassungsmauer und Toranlage, Kriegerdenkmal |              |        |
|    | (Karte)        | Kirche                                                  |              | Kirche |
|    | Nr. 7 (Karte)  | Wohnhaus                                                |              |        |
|    | Nr. 20 (Karte) | Gehöft mit Wohnhaus, Stallspeicher                      |              |        |
|    | Nr. 26 (Karte) | Wohnhaus                                                |              |        |

### Postlow
| ID | Lage             | Bezeichnung                               | Beschreibung | Bild |
| -- | ---------------- | ----------------------------------------- | ------------ | ---- |
|    | Friedhof (Karte) | Umfassungsmauer mit Toranlage             | Glockenstuhl |      |
|    | (Karte)          | Stallspeicher (nordwestlich vom Friedhof) |              |      |

### Tramstow
| ID | Lage             | Bezeichnung                                                                    | Beschreibung | Bild   |
| -- | ---------------- | ------------------------------------------------------------------------------ | --- | ------ |
|    | Friedhof (Karte) | Umfassungsmauer mit Toranlage                                                  | |        |
|    | (Karte)          | Gutsanlage mit Gutshaus (nur östlicher Teil), rechter und linker Stallspeicher | Gutshaus: 1-gesch. Putzbau; Speicher: 1-gesch. Ziegelbau                                                                                      |        |
|    | (Karte)          | Kirche                                                                         | Die evangelische Kirche wurde im 15. Jahrhundert erbaut. Im Inneren befinden sich drei Schnitzfiguren aus der Zeit Ende des 15. Jahrhunderts. | Kirche |
|    | Nr. 44 (Karte)   | Neubauernhaus                                                                  | |        |

## Quelle
- Bericht über die Erstellung der Denkmallisten sowie über die Verwaltungspraxis bei der Benachrichtigung der Eigentümer und Gemeinden sowie über die Handhabung von Änderungswünschen (Stand: Juni 1997; PDF, 934 kB)

- Karte mit allen Koordinaten:
- OSM |
- WikiMap